# Grønt regnskab
Et grønt regnskab er en del af virksomhedens miljøkommunikation, og en ekstern afrapportering i et grønt regnskab eller en miljøredegørelse henvender sig bredt til virksomhedens interessenter. Et grønt regnskab kan også bruges internt i virksomheden som udgangspunkt for indsatsen på bl.a. transportområdet eller som en del af virksomhedens miljøstyring.
| Regnskab | Spire Denne regnskabsartikel er en spire som bør udbygges. Du er velkommen til at hjælpe Wikipedia ved at udvide den. |